# Thesouro do Estado (Cuiabá)
O Thesouro do Estado é um edifício histórico em Cuiabá, Mato Grosso, Brasil. Situa-se na Praça da República, uma praça pública que já foi o centro do poder colonial português. Foi construído em 1896 para abrigar primeiro o tesouro estadual e, posteriormente, inúmeras agências governamentais estaduais. Foi finalmente adaptado para o Museu Histórico de Mato Grosso em 2006, também administrado por órgão estadual. O Edifício do Tesouro é um dos vários edifícios neoclássicos de Cuiabá. Situa-se nas proximidades do Palácio da Instrução, construído pouco depois, em 1913, num exemplar maior e mais eclético do estilo. O Thesouro do Estado foi tombado como estrutura histórica tombada em nível estadual por Mato Grosso em 1983.

## Localização
O Antigo Edifício do Tesouro do Estado está localizado na Praça da República, uma ampla praça pública e centro original do poder colonial português. Está próximo de outros edifícios históricos de diferentes épocas de construção e estilo: o Neoclássico Palácio da Instrução ( Palácio da Instrução, 1913); a Agência Brasileira de Correios e Telégrafos Art Déco da era Vargas (1937); e a modernista Catedral Basílica de Cuiabá (1973) e o arranha-céu Palácio do Comércio (1975).:309

## História
O Edifício da Fazenda do Estado foi construído para abrigar tanto a Reparação de Obras Públicas, Terras, Minas e Colonização quanto a Fazenda do Estado (Thesouro do Estado). Posteriormente, abrigou a Biblioteca Pública Estadual (1912-1914), a Secretaria de Educação e Cultura de Mato Grosso, a Escola Barão de Melgaço (1970-1982) e a Secretaria de Turismo do Estado. A estrutura passou por uma significativa reforma que foi concluída em dezembro de 2006 e passou a abrigar o Museu Histórico de Mato Grosso.

## Estrutura

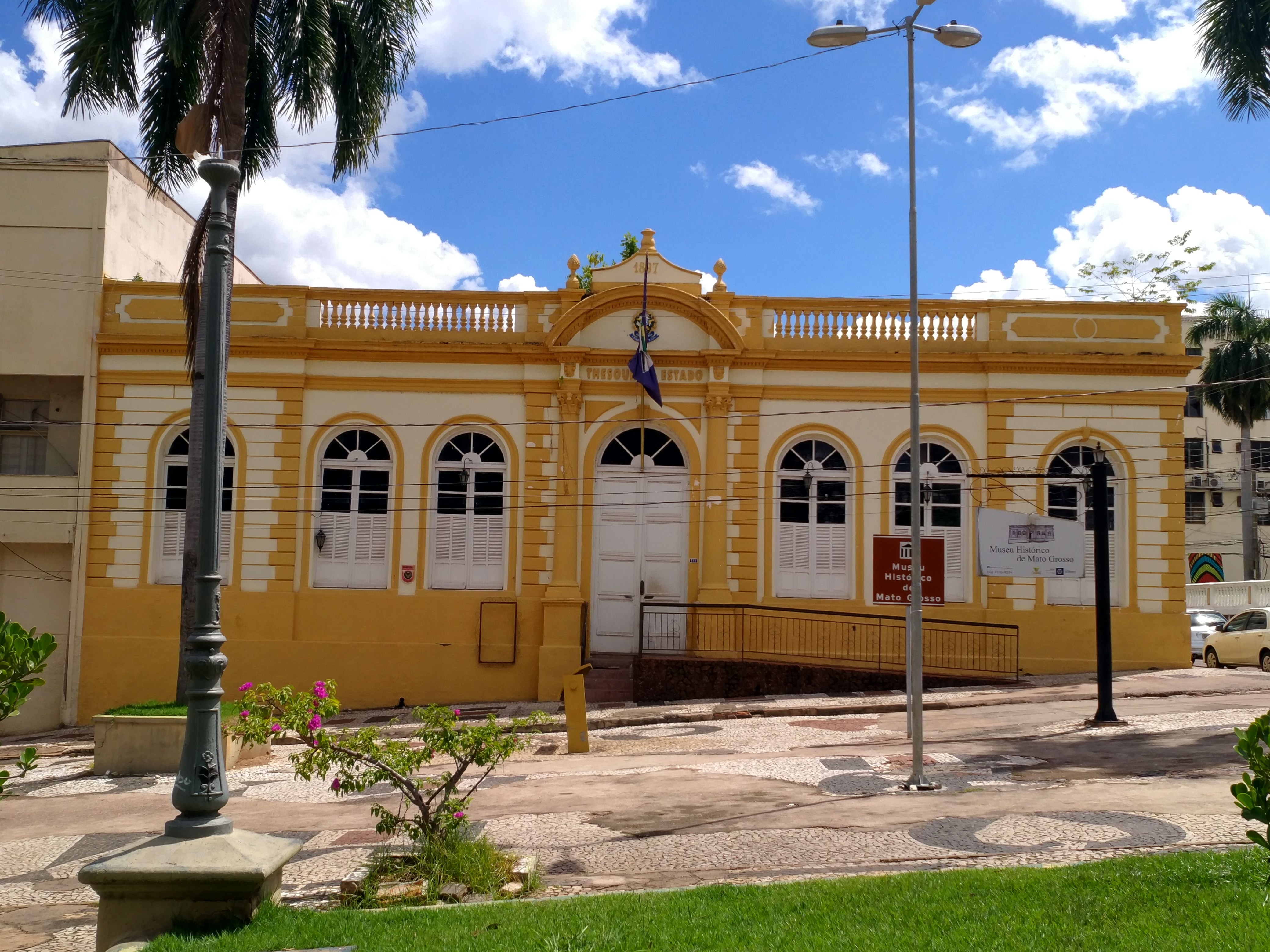
Fachada do Thesouro do Estado.

O Edifício do Tesouro do Estado foi construído em estilo neoclássico. O estilo foi introduzido no Brasil por D. João VI de Portugal (1816-1826) em 1816 a convite de um grupo de arquitetos franceses, notadamente Grandjean de Montigny (1776-1850). Um grupo de estudantes de Montigny no Brasil projetou e construiu o Palácio Itamaraty no Rio de Janeiro, e o estilo foi amplamente imitado em todo o Brasil. Numerosos edifícios e estruturas em Cuiabá foram construídos em estilo neoclássico. Todos os principais edifícios governamentais e educacionais foram construídos nesse estilo desde sua introdução no Rio de Janeiro até o início do século XX. Começou com o Arsenal de Guerra de Mato Grosso (1818), hoje conhecido como SESC Arsenal; a Santa Casa; o Palácio da Instrução, o maior e mais ornamentado exemplar do estilo em Cuiabá. Uma fachada neoclássica e paredes externas foram construídas no entorno do 1.° Batalhão da Polícia Militar de Cuiabá; também é encontrada em exemplares menores, como a Chafariz do Mundéu.
O prédio, como a maioria de Cuiabá, é construído sobre alicerces de pedra canga. Tem uma fachada simétrica e térrea, em contraste com o muito maior Palácio da Instrução, que está orientado perpendicularmente à fachada do Tesouro. O Thesouro do Estado tem três janelas de cada lado de uma entrada proeminente ao centro; as janelas mais distantes são emolduradas verticalmente por pesadas mísulas . A entrada é encimada por frontão triangular com brasão.

## Museu Histórico de Mato Grosso
O acervo do Museu Histórico de Mato Grosso foi inicialmente instalado no Palácio da Instrução, situado em frente ao Thesouro do Estado, na Praça da República. Baseou-se em coleções de documentos históricos e culturais de vários municípios de Mato Grosso. O Museu Histórico de Mato Grosso foi fundado em 20 de agosto de 1987. Sua exposição permanente abrange a história de Mato Grosso desde a chegada dos Bandeirantes até o período colonial português, o Império do Brasil, a República do Brasil e a Ditadura Militar (1966-1985). Várias salas também são dedicadas à Guerra do Paraguai.

## Status
O Prédio da Fazenda do Estado foi tombado como estrutura histórica de nível estadual pela Secretaria de Estado de Cultura, Esporte e Lazer de Mato Grosso em 2 de maio de 1985.